# Whiskey e fantasmi
Whiskey e fantasmi è un film western del 1974 diretto da Antonio Margheriti.

## Trama
Un giovane che gira per il West spacciandosi per venditore di elisir, fa amicizia con il fantasma del leggendario Davy Crockett, che lo prende sotto la sua protezione.